# (16030) 1999 FS3
1999 أف أس 3 (ويعرف أيضًا باسم (16030) 1999 أف أس 3 وفق تسمية الكوكب الصغير) (بالإنجليزية: 1999 FS3)‏ هو كويكب ضمن حزام الكويكبات؛ وترتيبه 16030 من حيث الاكتشاف.
اكتُشف هذا الجُرم الفلكي بواسطة دنيس ك. تشيسني في 19 مارس 1999.

## وصلات خارجية
- (16030) 1999 FS3 في قاعدة بيانات مختبر الدفع النفاث لأجرام النظام الشمسي الصغيرة

- الاكتشاف · مخطط المدار ·  العناصر المدارية · المعلمات المادية

- (16030) 1999 FS3 على موقع ويكي سكاي: DSS2, SDSS, GALEX, IRAS, Hydrogen α, X-Ray, Astrophoto, Sky Map, Articles and images